# Michail Saakašvili

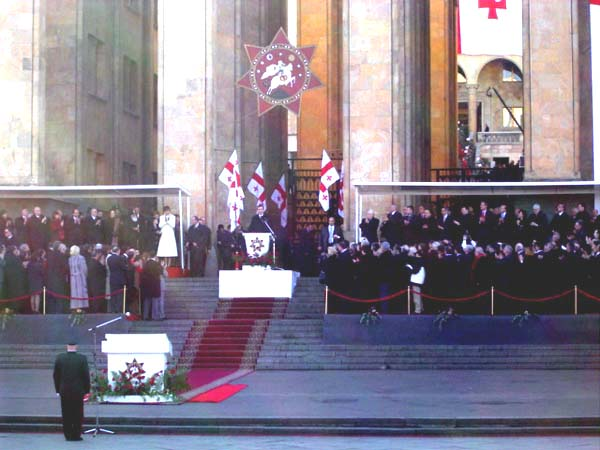
Inaugurace Saakašviliho jako prezidenta Gruzie (2004)

Michail Nikolozis dze Saakašvili (gruzínsky მიხეილ ნიკოლოზის ძე სააკაშვილი; * 21. prosince 1967, Tbilisi) je dříve gruzínský, později ukrajinský politik. 26. července 2017 mu bylo ukrajinské občanství, kterého nabyl v roce 2015, dekretem prezidenta Petra Porošenka opět odňato.
V letech 2004 až 2007 a 2008 až 2013 byl Saakašvili prezidentem Gruzie a předsedou strany Národní hnutí. Ve funkci nahradil 25. ledna 2004 dočasně zastupující hlavu státu Nino Burdžanadze. 25. listopadu 2007 odstoupil z funkce a byl nahrazen předsedkyní parlamentu Burdžanadze. Dne 5. ledna 2008 byl znovu zvolen prezidentem v předčasných volbách.
Po svém odstoupení z funkce gruzínského prezidenta emigroval z Gruzie do USA, odkud začátkem roku 2015 přicestoval na Ukrajinu. V květnu 2015 se stal gubernátorem Oděské oblasti. Na funkci gubernátora však 7. listopadu 2016 rezignoval a obrátil se proti prezidentovi Petrovi Porošenkovi. Posléze byl zbaven ukrajinského občanství a opustil Ukrajinu. Po nelegálním návratu do země v roce 2017 kolem sebe shromáždil stoupence, zorganizoval nelegální demonstrace v Kyjevě a požadoval odstoupení prezidenta Porošenka. Od 8. prosince se několik dní nacházel ve vazební věznici. Dne 11. prosince 2017 byl však soudem zproštěn obvinění z nelegální činnosti. Až do 12. února 2018 pobýval v Kyjevě; v ten den byl na palubě soukromého letadla deportován do Polska.
Za manželku má Sandru Roelofsovou, která pochází z Nizozemska. Mají dva syny, Eduarda a Nikoloza. Manželé v současnosti žijí odloučeně. Kromě rodné gruzínštiny ovládá Saakašvili velmi dobře angličtinu a francouzštinu a hovoří plynně rusky a ukrajinsky.

## Život
Saakašviliho otec byl známý lékař žijící v Tbilisi, jeho matku – profesorku historie – však opustil ještě před jeho narozením. Saakašvili složil v Tbilisi maturitu roku 1984; poté nastoupil studium na elitní Vysoké škole mezinárodních vztahů v Kyjevě, kde se seznámil a spřátelil s pozdějším ukrajinským prezidentem Petrem Porošenkem. Studium ukončil roku 1992.
V dalších letech studoval v cizině – ve Štrasburku, v USA na Columbia University a George Washington University, v New Yorku, v italské Florencii na Akademii evropského práva a v nizozemském Haagu na Akademii mezinárodního práva. V Haagu se také seznámil se svou budoucí manželkou Sandrou Roelofsovou, která pochází z Nizozemska. Manželé mají dva syny, Eduarda a Nikoloza. Sandra Roelofs však se synem Nikolozem v současnosti žije u rodičů ve své vlasti. Syn Eduard studuje v USA.

### Politická kariéra v Gruzii

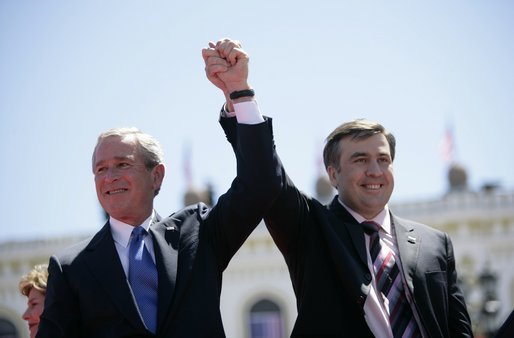
Saakašvili (vpravo) s americkým prezidentem G. W. Bushem na náměstí Svobody v Tbilisi, květen 2005

V roce 1995 se Saakašvili vrátil do Gruzie, záhy nato byl zvolen poslancem. V letech 1998 až 1999 byl předsedou parlamentní frakce Svazu občanů prezidenta Eduarda Ševardnadzeho, který ho v roce 2000 jmenoval ministrem spravedlnosti. O rok později Saakašvili podal demisi, když předtím prezidenta obvinil z korupce. V říjnu 2003 pak Saakašviliho hnutí Kmara (Dost) donutilo Ševardnadzeho k odstoupení po tzv. Revoluci růží.

#### Prezidentem Gruzie
Saakašvili vyhrál prezidentské volby v lednu 2004 drtivou většinou 95 % hlasů. Na začátku listopadu 2007 zorganizovala gruzínská opozice, vyčítající prezidentovi odpovědnost za pokles životní úrovně a korupci, vlnu protestů. Po několika dnech byly protesty v Tbilisi násilně rozehnány policií a 7. listopadu prezident vyhlásil výjimečný stav. Následující den vypsal ve shodě s požadavky opozice předčasné prezidentské volby. 16. listopadu byl výjimečný stav odvolán. 25. listopadu Saakašvili odstoupil z funkce prezidenta a ucházel se o znovuzvolení v předčasných volbách v lednu 2008. V prvním kole předčasných prezidentských voleb vyhrál se ziskem 52,8 % hlasů a zajistil si tak nový mandát. Na druhém místě skončil opoziční kandidát Levan Gachechiladze se ziskem 27 % hlasů. Saakašvili se formálně znovu ujal funkce 20. ledna 2008. Někteří zástupci opozice, jako např. Salomé Zurabišvili, však zpochybnili spravedlnost těchto voleb.
V srpnu 2008 vyhlásil Saakašvili plnou mobilizaci vojenských záloh poté, co se ruské jednotky zapojily do eskalujícího konfliktu se separatisty v Jižní Osetii. Gruzínská armáda podle zprávy pozorovatelů OBSE zaútočila nerozlišující dělostřeleckou a raketometnou palbou na správní středisko Jižní Osetie Cchinvali, při které zemřelo i několik vojáků ruských mírových sil v Jižní Osetii, na což 8. srpna 2008 Rusko reagovalo vysláním posil pro své jednotky v Jižní Osetii a zapojením do konfliktu na straně separatistů.
Počátkem října 2012 prohrálo Saakašviliho politické uskupení parlamentní volby proti koalici Gruzínský sen miliardáře Bidziny Ivanišviliho. Prezident uznal porážku a oznámil, že jeho Sjednocená národní strana odchází do opozice. Po ukončení funkčního období v prezidentském křesle v roce 2013 odešel Saakašvili do zahraničí a pobýval především v USA. V Gruzii byl však obviněn z trestných činů.

#### Politické postoje

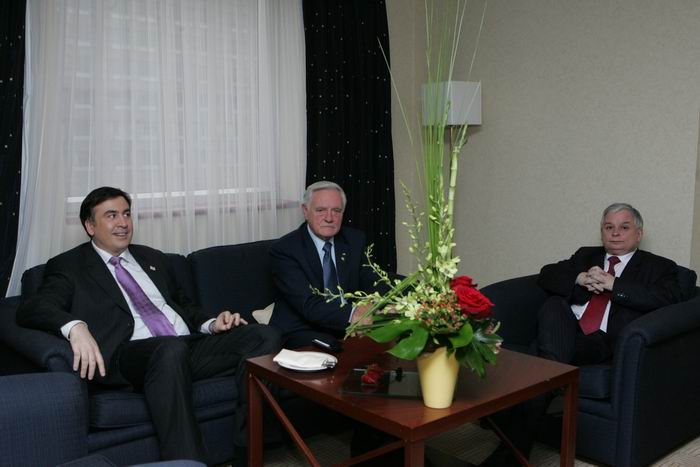
Saakašvili s prezidenty Litvy a Polska na summitu NATO, Bukurešť 2008

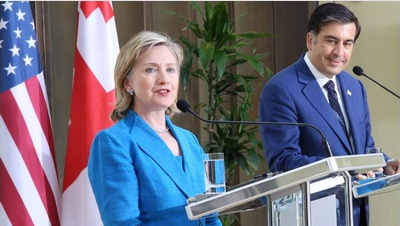
Saakašvili a americká ministryně zahraničí Hillary Clintonová, Tbilisi 2010

Saakašviliho zahraniční politika jako prezidenta Gruzie byla zaměřená na posílení vztahů s USA a na vstup Gruzie do Severoatlantické aliance (NATO), naopak vztahy s Ruskem během jeho působení značně ochladly.
Generální tajemník NATO Jaap de Hoop Scheffer 12. srpna 2008 prohlásil, že i po válce mezi Gruzií a Ruskem v srpnu 2008 platí příslib možného budoucího členství Gruzie v NATO, který aliance zemi dala na svém posledním summitu.

### Emigrace do USA
Po skončení svého posledního prezidentského období v Gruzii v listopadu 2013 emigroval Saakašvili se svou rodinou do Spojených států amerických. Žil poté po nějakou dobu v New Yorku, a sice v městské části Brooklyn, v okrsku Williamsburg. Psal zde své paměti, byl angažován pro placené přednášky a pracoval pro jeden tzv. brain trust. Až do května 2014 byl také docentem jako Senior Statesman (starší státník) na prestižní Fletcher School of Law and Diplomacy (Fletcherova škola práv a diplomacie) na Tufts University v Medfordu ve státě Massachusetts.

### Trestní stíhání v Gruzii
Dne 27. července 2014 zahájila gruzínská prokuratura trestní stíhání bývalého prezidenta, včetně jeho mnohých spolupracovníků, např. bývalého premiéra Vana Merabišviliho, a bývalého primátora Tbilisi Gigiho Ugulavy, za násilné potlačení demonstrací na tbiliské Třídě Rustaveli v listopadu 2007 a za zneužití pravomocí. Po určitou dobu byl Saakašvili v těchto kauzách předvoláván k podání vysvětlení jako svědek, ale spolupracovat s vyšetřujícími úřady odmítl. Nadále však patřil mezi hlavní podezřelé a Gruzie po jeho emigraci ze země požadovala od států, kde se právě zdržoval, jeho vydání k trestnímu stíhání.
Saakašvili je mimo jiné také podezřelý z podílu na úmrtí expremiéra Zuraba Žvaniji, jenž zemřel za podezřelých okolností následkem otravy oxidem uhelnatým.
5. ledna 2018 byl gruzínským soudem v Tbilisi shledán vinným z překročení pravomocí prezidenta republiky, když udělil milost policistům odsouzeným za vraždu bankéře Sandra Girgvlianiho. Byl v nepřítomnosti odsouzen k tříletému nepodmíněnému trestu odnětí svobody.

### Působení na Ukrajině
V rámci svého exilu odešel Saakašvili v roce 2015 na Ukrajinu a získal tamní občanství. Nejprve se stal poradcem prezidenta Petra Porošenka. Koncem května 2015 byl jmenován gubernátorem Oděské oblasti na jihozápadě Ukrajiny, když prezident Porošenko sesadil dosavadního gubernátora z jeho funkce. Podle pozorovatelů bojoval Saakašvili ve funkci gubernátora proti korupci. 7. listopadu 2016 se Saakašvili rozhodl složit funkci oděského gubernátora. Jako důvod pro svůj krok uvedl, že ukrajinský prezident Porošenko kryje korupční praktiky. Dne 26. července 2017 jej Porošenko zbavil ukrajinského občanství, takže se stal osobou bez státní příslušnosti.
Po krátkém pobytu v USA se Saakašvili v září 2017 proti vůli vlády vrátil přes Polsko na Ukrajinu. Dne 5. prosince 2017 byl Ukrajinskou bezpečnostní službou (SBU) zatčen v Kyjevě poté, co zorganizoval demonstraci požadující odvolání prezidenta Porošenka. Byl zadržen na střeše domu, kde bydlel, když předtím hrozil, že z oné střechy skočí. Jeho převozu do vazební věznice krátce poté zabránili jeho početní stoupenci, kteří se srotili a s použitím násilí proti bezpečnostním složkám jej osvobodili z policejního auta. Saakašvili je obviněn, že je členem „zločinecké organizace“ a z „napomáhání státnímu převratu“. Ukrajinský generální státní zástupce Jurij Lucenko vznesl obvinění, že Saakašviliho stoupenci dostali peníze od ukrajinského oligarchy Serhije Kurčenka (ten je podporovatelem sesazeného prezidenta Viktora Janukovyče a uchýlil se do Ruska), aby „destabilizovali Ukrajinu“. Vyzval Saakašviliho, aby se po svém útěku sám neprodleně přihlásil na policii. Ten na oplátku prohlásil, že nikdo není větším nepřítelem Ruska a prezidenta Vladimira Putina než on sám. Saakašvili byl podruhé zatčen 8. prosince 2017 a ve vazbě vyhlásil hladovku. Dne 11. prosince 2017 byl soudem zproštěn obvinění z nelegální činnosti a od té doby byl až do 12. února 2018 opět na svobodě.
V neděli 17. prosince 2017 se v centru Kyjeva sešlo podle odhadů až 10 000 stoupenců odvolaného oděského gubernátora Saakašviliho na protivládní demonstraci. Požadovali odvolání prezidenta Petra Porošenka, kterého Saakašvili viní z korupce. V otevřeném dopise, který v noci na středu 19. prosince zveřejnil na svém facebookovém účtu, vyzval Saakašvili ukrajinského prezidenta Porošenka, aby dobrovolně odstoupil. Případnou prezidentovu demisi označil za „téměř poslední krok k překonání politické krize“. Když Porošenko odstoupí, může podle Saakašviliho „počítat se zmírněním trestu a s milosrdností“.
Poté, co se v nedostavil k výslechu, byl 12. února 2018 zadržen a letecky deportován do Polska, tedy do země posledního pobytu před vstupem na Ukrajinu.

### Zatčení a uvěznění po návratu do Gruzie
Saakašvili se před víkendem na samém počátku října 2021 vrátil do Gruzie přes přístav Batumi, aby zasáhl na místě do komunálních voleb vypsaných na sobotu 2. října. Riskoval tím zatčení, protože byl gruzínskými úřady nadále stíhán jako uprchlý. Ještě v pátek 1. října byl gruzínský exprezident zadržen policií a převezen do věznice v Rustavi, kde okamžitě zahájil protestní hladovku. Kvůli soudem již dříve vynesenému trestu odnětí svobody musel nastoupit do jeho výkonu a zároveň čelí dalšímu obvinění z nezákonného překročení gruzínské státní hranice. Na událost reagovalo i ukrajinské ministerstvo zahraničí, neboť Saakašvili má ukrajinské občanství.
Saakašvili svou hladovku zahájil oficiálně jako protest proti tomu, že mu stát odmítl poskytnout spravedlivý soudní proces, navíc ho viní pro věci, které by dle jeho názoru zničily jak jeho, tak Gruzii. Kvůli jeho vytrvalosti v hladovce požádal 10. října 2021 Saakašviliho osobní lékař úřady, aby ho převezly do nemocnice, neboť se mu zhoršoval zdravotní stav. Saakašvili byl o měsíc později dne 8. listopadu nakonec přece převezen do Gldanské vězeňské nemocnice, ale 9. listopadu vydala Amnesty International na sociální síti Twitter prohlášení, v němž se píše, že „exprezident byl násilně po pěti týdnech hladovky převezen do nemocnice, kde byly pošlapány jeho důstojnost, soukromí i řádná lékařská péče, a nejedná se o pouhou selektivní spravedlnost, ale o zjevnou politickou pomstu“ Saakašviliho se zastal i gruzínský ombudsman, který uvedl, že mu není poskytnuta řádná péče, navíc dle něj Saakašvili čelí zneužívání ze strany ostatních spoluvězňů. 18. listopadu 2021 vyzvalo Ministerstvo zahraničí Spojených států amerických vládu Gruzie, aby se s ním zacházelo slušně a byl mu poskytnut spravedlivý soudní proces, a také ocenilo práci nezávislého lékařského týmu, který kritizoval podmínky ve věznici. Na jeho propuštění z vězení již začal pracovat i ukrajinský prezident Volodymyr Zelenskyj, jenž uvedl, že Saakašvili je ukrajinským občanem a gruzínské občanství mu bylo odebráno již v roce 2015.
Saakašvili byl nakonec převezen do vojenské nemocnice v Gori, i když si on sám vyžádal hospitalizaci v civilní nemocnici. Dle Saakašviliho osobního lékaře Nikoloze Kipšidzeho a právního zástupce Niky Gvaramiji ukončil exprezident 19. listopadu 2021 svou hladovku, kterou držel padesát dní, když gruzínské úřady konečně vydaly souhlas s jeho převozem do běžné nemocnice. Dne 12. prosince 2021 řekli komisař pro lidská práva v Gruzii a doktor Otar Toidze, že Saakašvili bude potřebovat speciální léčbu v zahraničí. Avšak místo toho byl 29. prosince 2021 z nemocnice vrácen do věznice v Rustavi, kam byl dle tvrzení gruzínských médií i vedoucích opozičních politiků převezen i přes přetrvávající špatný zdravotní stav. Dle jeho právního zástupce Niky Gvaramiji nadále trpěl pokračujícím úbytkem tělesné váhy.
Dne 12. března 2025 byl odsouzen gruzínským soudem k dalším devíti letům vězení za zpronevěru peněz.

## Vyznamenání
- velkokříž s řetězem Maltézského záslužného řádu – Suverénní řád Maltézských rytířů, 3. března 2005[44]
- Řád kříže země Panny Marie I. třídy s řetězem – Estonsko, 2. května 2007[45]
- Pamětní medaile 10. výročí hlavního města Astany – Kazachstán, 2008
- velkokříž Řádu za zásluhy Polské republiky – Polsko, 3. března 2008 – udělil prezident Lech Kaczyński[46]
- Řád cti – Arménie, 2009
- Kříž uznání I. třídy – Lotyšsko, 30. listopadu 2009 – udělil prezident Valdis Zatlers[47]
- Řád republiky – Moldavsko, 2010[48]
- velkokříž Řádu čestné legie – Francie, 2011[49]
- velkokříž s řetězem Řádu tří hvězd – Lotyšsko, 30. května 2012 – udělil prezident Andris Bērziņš[50]
- Řád Srbské republiky II. třídy – Srbsko, 2013 – za zásluhy o rozvoj a posílení mírové spolupráce a přátelských vztahů mezi Srbskem a Gruzií